# Liste des monuments historiques de l'arrondissement de Rouen

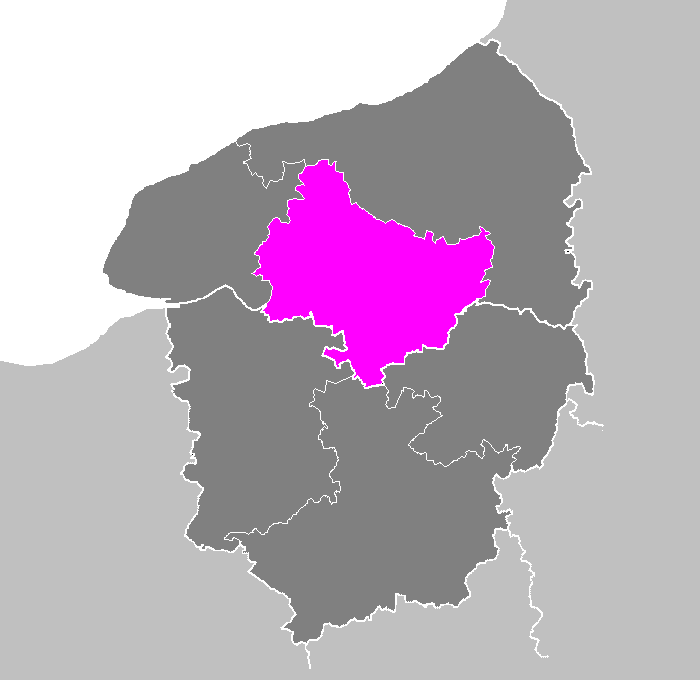
Localisation de l'arrondissement de Rouen en Haute-Normandie.

Cet article recense les monuments historiques de l'arrondissement de Rouen, dans le département de la Seine-Maritime, en France.
- Haut – A
- B
- C
- D
- E
- F
- G
- H
- I
- J
- K
- L
- M
- N
- O
- P
- Q
- R
- S
- T
- U
- V
- W
- X
- Y
- Z

## Liste
Du fait du nombre de protections dans la seule commune de Rouen, elle dispose d'une liste à part : voir la liste des monuments historiques de Rouen.
| Monument                                                                         | Commune                                                              | Adresse | Coordonnées                                   | Notice                                        | Protection                                    | Date                                          | Illustration                                                                  |
| -------------------------------------------------------------------------------- | -------------------------------------------------------------------- | --- | --------------------------------------------- | --------------------------------------------- | --------------------------------------------- | --------------------------------------------- | ----------------------------------------------------------------------------- |
| Château de Saint-Victor                                                          | Ancretiéville-Saint-Victor                                           | | 49° 39′ 53″ nord, 0° 58′ 13″ est              | « PA00100539 »                                | Inscrit Classé Inscrit                        | 1944 1991 1993                                | Château de Saint-Victor                                                       |
| Manoir de la Cheminée Tournante                                                  | Anneville-Ambourville                                                | | 49° 26′ 28″ nord, 0° 51′ 42″ est              | « PA00101110 »                                | Inscrit                                       | 1991                                          | Image manquante Téléverser                                                    |
| Presbytère de Barentin                                                           | Barentin                                                             | 58 avenue Victor-Hugo                                                                                            | 49° 32′ 47″ nord, 0° 57′ 10″ est              | « PA00100553 »                                | Inscrit                                       | 1964                                          | Presbytère de Barentin                                                        |
| Manoir de Betteville                                                             | Betteville                                                           | | 49° 32′ 45″ nord, 0° 47′ 57″ est              | « PA76000040 »                                | Inscrit                                       | 1999                                          | Image manquante Téléverser                                                    |
| Château de Blainville-Crevon                                                     | Blainville-Crevon                                                    | | 49° 30′ 17″ nord, 1° 18′ 14″ est              | « PA00100559 »                                | Inscrit                                       | 1977                                          | Château de Blainville-Crevon                                                  |
| Château de Mondétour                                                             | Blainville-Crevon                                                    | | 49° 31′ 14″ nord, 1° 16′ 01″ est              | « PA00100560 »                                | Inscrit                                       | 1975 2001 2002                                | Château de Mondétour                                                          |
| Collégiale Saint-Michel de Blainville-Crevon                                     | Blainville-Crevon                                                    | | 49° 30′ 16″ nord, 1° 17′ 52″ est              | « PA00100561 »                                | Classé                                        | 1927                                          | Collégiale Saint-Michel de Blainville-Crevon                                  |
| Ferme du Colombier                                                               | Bois-Guillaume                                                       | | 49° 27′ 45″ nord, 1° 06′ 43″ est              | « PA00100563 »                                | Inscrit                                       | 1978                                          | Image manquante Téléverser                                                    |
| Château de Bois-Héroult                                                          | Bois-Héroult                                                         | | 49° 33′ 53″ nord, 1° 24′ 26″ est              | « PA00100564 »                                | Inscrit                                       | 1966 1996                                     | Château de Bois-Héroult                                                       |
| Église Notre-Dame de Bois-Héroult                                                | Bois-Héroult                                                         | | 49° 33′ 52″ nord, 1° 24′ 29″ est              | « PA00100565 »                                | Inscrit                                       | 1969                                          | Église Notre-Dame de Bois-Héroult                                             |
| Basilique Notre-Dame de Bonsecours                                               | Bonsecours                                                           | | 49° 25′ 18″ nord, 1° 07′ 23″ est              | « PA00100572 »                                | Classé                                        | 2004                                          | Basilique Notre-Dame de Bonsecours                                            |
| Monument à Jeanne d'Arc                                                          | Bonsecours                                                           | | 49° 25′ 18″ nord, 1° 07′ 16″ est              | « PA00100573 »                                | Classé                                        | 1986                                          | Monument à Jeanne d'Arc                                                       |
| Site archéologique de la Côte Sainte-Catherine                                   | Bonsecours                                                           | route de la Corniche                                                                                             | 49° 26′ 00″ nord, 1° 06′ 47″ est              | « PA00125435 »                                | Inscrit                                       | 1993                                          | Image manquante Téléverser                                                    |
| Manoir des abbesses de Saint-Amand                                               | Boos                                                                 | 236, 238, 467 rue du Colombier                                                                                   | 49° 23′ 07″ nord, 1° 12′ 06″ est              | « PA00100574 »                                | Classé Inscrit                                | 1889 1996 1997                                | Manoir des abbesses de Saint-Amand                                            |
| Église Saint-Jean-Baptiste de Bosc-Bordel                                        | Bosc-Bordel                                                          | | 49° 35′ 33″ nord, 1° 24′ 30″ est              | « PA00100575 »                                | Classé                                        | 1928                                          | Église Saint-Jean-Baptiste de Bosc-Bordel                                     |
| Hôtel Saint-Michel                                                               | La Bouille                                                           | Rue Saint-Michel                                                                                                 | 49° 21′ 09″ nord, 0° 55′ 47″ est              | « PA00100577 »                                | Inscrit                                       | 1930                                          | Hôtel Saint-Michel                                                            |
| Maison à pans de bois                                                            | La Bouille                                                           | | 49° 21′ 09″ nord, 0° 55′ 47″ est              | « PA00100578 »                                | Inscrit                                       | 1930                                          | Image manquante Téléverser                                                    |
| Croix de Pierre                                                                  | Bouville                                                             | C.D. 88 C.D. 104                                                                                                 | 49° 33′ 26″ nord, 0° 53′ 56″ est              | « PA00100582 »                                | Classé                                        | 1976                                          | Croix de Pierre                                                               |
| Église Notre-Dame-et-Sainte-Anne de Bouville                                     | Bouville                                                             | | 49° 33′ 43″ nord, 0° 53′ 35″ est              | « PA00100583 »                                | Inscrit                                       | 1939                                          | Église Notre-Dame-et-Sainte-Anne de Bouville                                  |
| Château de Bretteville                                                           | Bretteville-Saint-Laurent                                            | | 49° 45′ 43″ nord, 0° 52′ 29″ est              | « PA00101108 »                                | Inscrit Classé                                | 1991 1992                                     | Château de Bretteville                                                        |
| Halles de Buchy                                                                  | Buchy                                                                | | 49° 35′ 06″ nord, 1° 21′ 30″ est              | « PA00100585 »                                | Inscrit                                       | 1934                                          | Halles de Buchy                                                               |
| Croix de cimetière de Butot                                                      | Butot                                                                | | 49° 36′ 55″ nord, 1° 01′ 41″ est              | « PA00100587 »                                | Classé                                        | 1913                                          | Image manquante Téléverser                                                    |
| Château de Canteleu                                                              | Canteleu                                                             | | 49° 26′ 12″ nord, 1° 01′ 32″ est              | « PA00100588 »                                | Inscrit                                       | 1948                                          | Château de Canteleu                                                           |
| Couvent Sainte-Barbe de Canteleu                                                 | Canteleu                                                             | | 49° 25′ 34″ nord, 1° 01′ 16″ est              | « PA00135539 »                                | Inscrit                                       | 1995                                          | Couvent Sainte-Barbe de Canteleu                                              |
| Église Saint-Martin de Canteleu                                                  | Canteleu                                                             | | 49° 26′ 23″ nord, 1° 01′ 40″ est              | « PA00100589 »                                | Inscrit                                       | 1933                                          | Église Saint-Martin de Canteleu                                               |
| Pavillon Flaubert                                                                | Canteleu                                                             | Croisset | 49° 26′ 04″ nord, 1° 01′ 48″ est              | « PA00100590 »                                | Classé                                        | 1914                                          | Pavillon Flaubert                                                             |
| Bailliage de Caudebec-en-Caux bailliage, prison                                  | Caudebec-en-Caux                                                     | Rue du Bailliage                                                                                                 | 49° 31′ 31″ nord, 0° 43′ 40″ est              | « PA00100595 »                                | Inscrit                                       | 1934 1996                                     | Bailliage de Caudebec-en-Cauxbailliage, prison                                |
| Couvent des Augustines de Caudebec-en-Caux Porte sud de la grande chapelle       | Caudebec-en-Caux                                                     | Rue Jean-Léon-Leprévost                                                                                          | 49° 31′ 35″ nord, 0° 43′ 28″ est              | « PA76000004 »                                | Inscrit                                       | 1941 1996                                     | Couvent des Augustines de Caudebec-en-CauxPorte sud de la grande chapelle     |
| Demeure                                                                          | Caudebec-en-Caux                                                     | 16 rue de la République                                                                                          | 49° 31′ 35″ nord, 0° 43′ 38″ est              | « PA76000005 »                                | Inscrit                                       | 1996                                          | Demeure                                                                       |
| Église Notre-Dame de Caudebec-en-Caux                                            | Caudebec-en-Caux                                                     | | 49° 31′ 34″ nord, 0° 43′ 30″ est              | « PA00100596 »                                | Classé                                        | 1840                                          | Église Notre-Dame de Caudebec-en-Caux                                         |
| Fortifications de Caudebec-en-Caux                                               | Caudebec-en-Caux                                                     | Rue de la Tour d'Harfleur Rue de la République                                                                   | 49° 31′ 36″ nord, 0° 43′ 23″ est              | « PA76000006 »                                | Inscrit                                       | 1996                                          | Fortifications de Caudebec-en-Caux                                            |
| Ancien Hospice Saint-Julien de Caudebec-en-Caux                                  | Caudebec-en-Caux                                                     | 3 avenue Winston-Churchill                                                                                       | 49° 31′ 29″ nord, 0° 43′ 16″ est              | « PA76000007 »                                | Inscrit                                       | 1996                                          | Ancien Hospice Saint-Julien de Caudebec-en-Caux                               |
| Hôtel du bailli de Caux                                                          | Caudebec-en-Caux                                                     | 16 Grande-Rue | 49° 31′ 35″ nord, 0° 43′ 26″ est              | « PA76000008 »                                | Inscrit                                       | 1996                                          | Hôtel du bailli de Caux                                                       |
| Hôtel de ville de Caudebec-en-Caux                                               | Caudebec-en-Caux                                                     | Rue Saint-François                                                                                               | 49° 31′ 28″ nord, 0° 43′ 22″ est              | « PA76000009 »                                | Inscrit                                       | 1996                                          | Hôtel de ville de Caudebec-en-Caux                                            |
| Immeubles                                                                        | Caudebec-en-Caux                                                     | 12, 12bis Grande-Rue                                                                                             | 49° 31′ 35″ nord, 0° 43′ 30″ est              | « PA00100598 »                                | Inscrit                                       | 1940                                          | Immeubles                                                                     |
| Immeuble                                                                         | Caudebec-en-Caux                                                     | 12, 12bis, 14 Grande-Rue                                                                                         | 49° 31′ 35″ nord, 0° 43′ 29″ est              | « PA00100599 »                                | Inscrit                                       | 1940                                          | Immeuble                                                                      |
| Maison                                                                           | Caudebec-en-Caux                                                     | 5 route du Havre                                                                                                 | 49° 31′ 35″ nord, 0° 43′ 18″ est              | « PA00100600 »                                | Inscrit                                       | 1960                                          | Maison                                                                        |
| Maison                                                                           | Caudebec-en-Caux                                                     | 7 route du Havre                                                                                                 | 49° 31′ 36″ nord, 0° 43′ 18″ est              | « PA00100601 »                                | Inscrit                                       | 1960                                          | Maison                                                                        |
| Maison                                                                           | Caudebec-en-Caux                                                     | 9 route du Havre                                                                                                 | 49° 31′ 36″ nord, 0° 43′ 17″ est              | « PA00100602 »                                | Inscrit                                       | 1960                                          | Maison                                                                        |
| Musée Biochet-Brechot                                                            | Caudebec-en-Caux                                                     | Rue Thomas-Bazin                                                                                                 | 49° 31′ 31″ nord, 0° 43′ 33″ est              | « PA00100597 »                                | Classé                                        | 1889                                          | Musée Biochet-Brechot                                                         |
| Église Notre-Dame de Caudebec-lès-Elbeuf                                         | Caudebec-lès-Elbeuf                                                  | | 49° 17′ 08″ nord, 1° 01′ 08″ est              | « PA00100603 »                                | Inscrit                                       | 1927                                          | Église Notre-Dame de Caudebec-lès-Elbeuf                                      |
| Vestiges gallo-romains de Caudebec-lès-Elbeuf                                    | Caudebec-lès-Elbeuf                                                  | Rue Galilée | 49° 17′ 00″ nord, 1° 01′ 33″ est              | « PA00100604 »                                | Inscrit                                       | 1982                                          | Image manquante Téléverser                                                    |
| Château                                                                          | Clères                                                               | Avenue du Parc                                                                                                   | 49° 35′ 52″ nord, 1° 06′ 32″ est              | « PA76000108 »                                | Inscrit                                       | 2017                                          | Château                                                                       |
| Église Saint-Ouen de Longpaon                                                    | Darnétal                                                             | | 49° 26′ 41″ nord, 1° 08′ 48″ est              | « PA00101117 »                                | Inscrit                                       | 1992                                          | Église Saint-Ouen de Longpaon                                                 |
| Église Saint-Pierre de Carville et Tour Henri IV                                 | Darnétal                                                             | | 49° 26′ 16″ nord, 1° 08′ 31″ est              | « PA00100618 »                                | Classé Inscrit Classé                         | 1875 2011 2015                                | Église Saint-Pierre de Carville et Tour Henri IV                              |
| Château de Galleville                                                            | Doudeville                                                           | | 49° 43′ 52″ nord, 0° 47′ 20″ est              | « PA00100630 »                                | Classé                                        | 1984                                          | Château de Galleville                                                         |
| Château du Taillis                                                               | Duclair                                                              | Saint-Paul | 49° 28′ 05″ nord, 0° 51′ 09″ est              | « PA76000010 »                                | Inscrit                                       | 1996                                          | Château du Taillis                                                            |
| Église Saint-Denis de Duclair                                                    | Duclair                                                              | | 49° 28′ 55″ nord, 0° 52′ 26″ est              | « PA00100632 »                                | Classé                                        | 1862                                          | Église Saint-Denis de Duclair                                                 |
| Église Saint-Martin d'Écalles-Alix                                               | Écalles-Alix                                                         | | 49° 36′ 57″ nord, 0° 49′ 25″ est              | « PA00100646 »                                | Inscrit                                       | 1926                                          | Église Saint-Martin d'Écalles-Alix                                            |
| Manoir du Catel                                                                  | Écretteville-lès-Baons                                               | | 49° 37′ 31″ nord, 0° 41′ 18″ est              | « PA00100634 »                                | Classé                                        | 2010                                          | Manoir du Catel                                                               |
| Cirque-théâtre d'Elbeuf                                                          | Elbeuf                                                               | 2 rue Henry Rue de Solférino                                                                                     | 49° 17′ 27″ nord, 1° 00′ 40″ est              | « PA76000039 »                                | Inscrit                                       | 1998                                          | Cirque-théâtre d'Elbeuf                                                       |
| Église Saint-Étienne d'Elbeuf                                                    | Elbeuf                                                               | | 49° 17′ 27″ nord, 0° 59′ 53″ est              | « PA00100636 »                                | Classé                                        | 1930                                          | Église Saint-Étienne d'Elbeuf                                                 |
| Église Saint-Jean d'Elbeuf                                                       | Elbeuf                                                               | | 49° 17′ 29″ nord, 1° 00′ 13″ est              | « PA00100637 »                                | Classé                                        | 1992                                          | Église Saint-Jean d'Elbeuf                                                    |
| Filature Beer-Morel                                                              | Elbeuf                                                               | 63 rue Guynemer                                                                                                  | 49° 17′ 26″ nord, 1° 00′ 12″ est              | « PA00132700 »                                | Inscrit                                       | 1994                                          | Image manquante Téléverser                                                    |
| Filature Charles Houiller actuel immeuble d'habitation                           | Elbeuf                                                               | 12 rue de la République                                                                                          | 49° 17′ 25″ nord, 1° 00′ 07″ est              | « PA76000026 »                                | Inscrit                                       | 1997                                          | Image manquante Téléverser                                                    |
| Filature Clarenson                                                               | Elbeuf                                                               | 2 rue aux Bœufs 2bis rue des Echelettes                                                                          | 49° 17′ 22″ nord, 1° 00′ 02″ est              | « PA00132696 »                                | Inscrit                                       | 1994                                          | Filature Clarenson                                                            |
| Filature Fraenckel-Herzog                                                        | Elbeuf                                                               | 25 rue Camille-Randoing                                                                                          | 49° 17′ 17″ nord, 1° 00′ 17″ est              | « PA00135540 »                                | Inscrit Classé                                | 1994 1995                                     | Image manquante Téléverser                                                    |
| Maison                                                                           | Elbeuf                                                               | 64 rue Guynemer                                                                                                  | 49° 17′ 27″ nord, 1° 00′ 11″ est              | « PA00100639 »                                | Inscrit                                       | 1931                                          | Maison                                                                        |
| Manufacture de tissage de laine Louis-Henri Delarue actuel immeuble d'habitation | Elbeuf                                                               | 7 rue de la Halle 20 rue Guynemer                                                                                | 49° 17′ 33″ nord, 1° 00′ 12″ est              | « PA00100638 »                                | Inscrit                                       | 1976 1993                                     | Image manquante Téléverser                                                    |
| Synagogue d'Elbeuf                                                               | Elbeuf                                                               | 29 rue Grémont                                                                                                   | 49° 17′ 24″ nord, 1° 00′ 27″ est              | « PA76000086 »                                | Inscrit                                       | 2009                                          | Synagogue d'Elbeuf                                                            |
| Usine Gasse et Canthelou                                                         | Elbeuf                                                               | 17 rue Camille-Randoing                                                                                          | 49° 17′ 14″ nord, 1° 00′ 21″ est              | « PA76000027 »                                | Inscrit                                       | 1997                                          | Image manquante Téléverser                                                    |
| Villa du Buquet                                                                  | Elbeuf                                                               | Le Val Caron La Forêt                                                                                            | 49° 17′ 37″ nord, 0° 58′ 31″ est              | « PA00100640 »                                | Inscrit                                       | 1984                                          | Villa du Buquet                                                               |
| Église Sainte-Jeanne-d'Arc d'Eslettes                                            | Eslettes                                                             | | 49° 32′ 54″ nord, 1° 03′ 25″ est              | « PA76000047 »                                | Inscrit                                       | 2001                                          | Église Sainte-Jeanne-d'Arc d'Eslettes                                         |
| Motte castrale du Petit-Besle                                                    | Estouteville-Écalles                                                 | | 49° 34′ 43″ nord, 1° 20′ 26″ est              | « PA76000073 »                                | Inscrit                                       | 2005                                          | Image manquante Téléverser                                                    |
| Château et ferme de Pleinbosc                                                    | Étoutteville                                                         | Pleinbosc | 49° 39′ 46″ nord, 0° 47′ 46″ est              | « PA00100647 »                                | Inscrit                                       | 1974                                          | Château et ferme de Pleinbosc                                                 |
| Château de Val-Freneuse                                                          | Freneuse                                                             | | 49° 18′ 59″ nord, 1° 05′ 33″ est              | « PA00100667 »                                | Inscrit                                       | 1977                                          | Château de Val-Freneuse                                                       |
| Église Notre-Dame de Freneuse                                                    | Freneuse                                                             | | 49° 18′ 50″ nord, 1° 04′ 51″ est              | « PA00101119 »                                | Inscrit                                       | 1992                                          | Église Notre-Dame de Freneuse                                                 |
| Croix de cimetière de Fultot                                                     | Fultot                                                               | | 49° 45′ 32″ nord, 0° 47′ 13″ est              | « PA00100669 »                                | Classé                                        | 1913                                          | Croix de cimetière de Fultot                                                  |
| Grotte de Gouy                                                                   | Gouy                                                                 | Bois des Côtes-de-Seine                                                                                          | 49° 21′ 40″ nord, 1° 07′ 49″ est              | « PA00100679 »                                | Classé                                        | 1959                                          | Grotte de Gouy                                                                |
| Temple des Essarts                                                               | Grand-Couronne                                                       | Forêt de Rouvray                                                                                                 | 49° 20′ 48″ nord, 1° 01′ 00″ est              | « PA00100681 »                                | Classé                                        | 1922                                          | Image manquante Téléverser                                                    |
| Villa du Grésil                                                                  | Grand-Couronne                                                       | Forêt de Rouvray                                                                                                 | 49° 20′ 12″ nord, 0° 59′ 56″ est              | « PA00100682 »                                | Classé                                        | 1922                                          | Image manquante Téléverser                                                    |
| Église Saint-Pierre du Grand-Quevilly                                            | Le Grand-Quevilly                                                    | | 49° 24′ 58″ nord, 1° 02′ 10″ est              | « PA00100683 »                                | Inscrit                                       | 1933                                          | Église Saint-Pierre du Grand-Quevilly                                         |
| Maison métallique des Forges de Strasbourg                                       | Le Grand-Quevilly                                                    | 10 rue de l'Industrie                                                                                            | 49° 25′ 26″ nord, 1° 02′ 46″ est              | « PA76000094 »                                | Inscrit                                       | 2012                                          | Maison métallique des Forges de Strasbourg                                    |
| Maison Perret                                                                    | Le Grand-Quevilly                                                    | Boulevard de Stalingrad                                                                                          | 49° 25′ 38″ nord, 1° 01′ 51″ est              | « PA76000015 »                                | Inscrit                                       | 1996                                          | Maison Perret                                                                 |
| Église Saint-Pierre-Saint-Paul de Grémonville                                    | Grémonville                                                          | | 49° 40′ 15″ nord, 0° 49′ 42″ est              | « PA00100684 »                                | Classé                                        | 1988                                          | Église Saint-Pierre-Saint-Paul de Grémonville                                 |
| Église Saint-Antoine-et-Saint-Thibaud                                            | Hautot-sur-Seine                                                     | Rue Saint-Antonin                                                                                                | 49° 21′ 37″ nord, 0° 58′ 42″ est              | « PA00100693 »                                | Classé                                        | 1935                                          | Église Saint-Antoine-et-Saint-Thibaud                                         |
| Maisons                                                                          | Hénouville                                                           | Chaussée Saint-Jean                                                                                              | 49° 27′ 57″ nord, 0° 57′ 11″ est              | « PA00100717 »                                | Inscrit                                       | 1937                                          | Image manquante Téléverser                                                    |
| Manoir d'Hénouville                                                              | Hénouville                                                           | | 49° 28′ 53″ nord, 0° 57′ 21″ est              | « PA00100718 »                                | Inscrit                                       | 1934                                          | Image manquante Téléverser                                                    |
| Église Saint-Michel du Héron                                                     | Le Héron                                                             | | 49° 29′ 01″ nord, 1° 24′ 27″ est              | « PA00101094 »                                | Inscrit                                       | 1989                                          | Église Saint-Michel du Héron                                                  |
| Manoir de Malvoisine                                                             | Le Héron                                                             | | 49° 28′ 20″ nord, 1° 24′ 43″ est              | « PA00125436 »                                | Inscrit                                       | 1993                                          | Manoir de Malvoisine                                                          |
| Grange dîmière d'Heurteauville                                                   | Heurteauville                                                        | | 49° 26′ 57″ nord, 0° 48′ 51″ est              | « PA00100721 »                                | Inscrit                                       | 1974                                          | Grange dîmière d'Heurteauville                                                |
| Église Notre-Dame-de-l'Assomption de Houppeville                                 | Houppeville                                                          | Rue de l'Église                                                                                                  | 49° 30′ 28″ nord, 1° 04′ 43″ est              | « PA00100723 »                                | Classé                                        | 1862                                          | Église Notre-Dame-de-l'Assomption de Houppeville                              |
| Abbaye de Jumièges                                                               | Jumièges                                                             | 24 rue Guillaume-le-Conquérant Place de l'Abbaye                                                                 | 49° 25′ 56″ nord, 0° 49′ 09″ est              | « PA00100726 »                                | Classé                                        | 1918 1921 1947                                | Abbaye de Jumièges                                                            |
| Église Saint-Valentin de Jumièges                                                | Jumièges                                                             | Rue Guillaume-le-Conquérant Rue du Quesney                                                                       | 49° 26′ 05″ nord, 0° 49′ 18″ est              | « PA00100727 »                                | Classé                                        | 1918                                          | Église Saint-Valentin de Jumièges                                             |
| Fossé Saint-Philibert                                                            | Jumièges (également sur Yainville)                                   | | 49° 27′ 28″ nord, 0° 50′ 46″ est              | « PA76000016 »                                | Inscrit                                       | 1996                                          | Image manquante Téléverser                                                    |
| Constructions gallo-romaines de Saint-Nicolas                                    | La Londe                                                             | | 49° 19′ 09″ nord, 0° 54′ 48″ est              | « PA00100737 »                                | Classé                                        | 1922                                          | Image manquante Téléverser                                                    |
| Croix de cimetière de La Londe                                                   | La Londe                                                             | | 49° 17′ 59″ nord, 0° 57′ 18″ est              | « PA00100738 »                                | Classé                                        | 1913                                          | Image manquante Téléverser                                                    |
| Temple de Saint-Ouen-de-Thouberville                                             | La Londe                                                             | | 49° 20′ 22″ nord, 0° 54′ 53″ est              | « PA00100739 »                                | Classé                                        | 1922                                          | Image manquante Téléverser                                                    |
| Temple du Vivier-Gamelin                                                         | La Londe                                                             | | 49° 19′ 47″ nord, 0° 56′ 47″ est              | « PA00100740 »                                | Classé                                        | 1922                                          | Image manquante Téléverser                                                    |
| Château de La Mailleraye-sur-Seine                                               | La Mailleraye-sur-Seine                                              | Quai Paul Girardeau                                                                                              | 49° 29′ 02″ nord, 0° 46′ 23″ est              | « PA00100743 »                                | Inscrit                                       | 1947                                          | Image manquante Téléverser                                                    |
| Église Notre-Dame-et-Saint-Mathurin de La Mailleraye-sur-Seine                   | La Mailleraye-sur-Seine                                              | | 49° 28′ 41″ nord, 0° 46′ 13″ est              | « PA00100744 »                                | Inscrit                                       | 1926                                          | Église Notre-Dame-et-Saint-Mathurin de La Mailleraye-sur-Seine                |
| Prieuré du Torps                                                                 | La Mailleraye-sur-Seine                                              | | 49° 26′ 50″ nord, 0° 45′ 58″ est              | « PA00101123 »                                | Inscrit                                       | 1992                                          | Image manquante Téléverser                                                    |
| Château de Martainville                                                          | Martainville-Épreville                                               | | 49° 27′ 31″ nord, 1° 17′ 37″ est              | « PA00100747 »                                | Classé Inscrit                                | 1889 1931 1997                                | Château de Martainville                                                       |
| Église Sainte-Gertrude de Sainte-Gertrude                                        | Maulévrier-Sainte-Gertrude                                           | | 49° 32′ 47″ nord, 0° 42′ 16″ est              | « PA00100749 »                                | Classé                                        | 1889                                          | Église Sainte-Gertrude de Sainte-Gertrude                                     |
| Allée couverte de Mauny                                                          | Mauny                                                                | Le Bas-Mauny | 49° 23′ 17″ nord, 0° 54′ 50″ est              | « PA76000036 »                                | Inscrit                                       | 1998                                          | Image manquante Téléverser                                                    |
| Château d'Yville                                                                 | Mauny (également sur Yville-sur-Seine et Barneville-sur-Seine, Eure) | | 49° 23′ 50″ nord, 0° 52′ 42″ est              | « PA76000058 »                                | Inscrit                                       | 1931 2002                                     | Château d'Yville                                                              |
| Ferme du Conihout                                                                | Le Mesnil-sous-Jumièges                                              | | à géolocaliser                                | « PA00100753 »                                | Classé                                        | 1943                                          | Image manquante Téléverser                                                    |
| Manoir de la Vigne                                                               | Le Mesnil-sous-Jumièges                                              | 544 route du Manoir                                                                                              | 49° 24′ 37″ nord, 0° 51′ 09″ est              | « PA00100752 »                                | Classé Inscrit                                | 1993                                          | Manoir de la Vigne                                                            |
| Chapelle du collège de Normandie                                                 | Mont-Cauvaire                                                        | Domaine du Fossé                                                                                                 | 49° 34′ 43″ nord, 1° 07′ 05″ est              | « PA00100757 »                                | Inscrit                                       | 1975                                          | Image manquante Téléverser                                                    |
| Château du Fossé (colombier)                                                     | Mont-Cauvaire                                                        | | 49° 34′ 46″ nord, 1° 07′ 03″ est              | « PA00100755 »                                | Inscrit                                       | 1977                                          | Château du Fossé (colombier)                                                  |
| Château de Rombosc                                                               | Mont-Cauvaire                                                        | | 49° 34′ 18″ nord, 1° 08′ 22″ est              | « PA00100756 »                                | Inscrit                                       | 1932                                          | Image manquante Téléverser                                                    |
| Église Saint-Jacques du Mont-aux-Malades                                         | Mont-Saint-Aignan                                                    | | 49° 28′ 16″ nord, 1° 05′ 04″ est              | « PA00100763 »                                | Inscrit                                       | 1971                                          | Église Saint-Jacques du Mont-aux-Malades                                      |
| Église Saint-Thomas du Mont-aux-Malades                                          | Mont-Saint-Aignan                                                    | | 49° 27′ 30″ nord, 1° 04′ 54″ est              | « PA00100764 »                                | Inscrit                                       | 1926                                          | Église Saint-Thomas du Mont-aux-Malades                                       |
| Maison                                                                           | Mont-Saint-Aignan                                                    | 25 rue Pasteur                                                                                                   | 49° 27′ 26″ nord, 1° 04′ 52″ est              | « PA00100765 »                                | Inscrit                                       | 1986                                          | Image manquante Téléverser                                                    |
| château de Mondétour                                                             | Morgny-la-Pommeraye                                                  | | 49° 31′ 14″ nord, 1° 16′ 02″ est              | « PA00100766 »                                | Inscrit                                       | 1975 2001 2002                                | Image manquante Téléverser                                                    |
| Collégiale Saint-Michel de Motteville                                            | Motteville                                                           | | 49° 38′ 04″ nord, 0° 51′ 14″ est              | « PA00100768 »                                | Inscrit                                       | 1926                                          | Collégiale Saint-Michel de Motteville                                         |
| Église Saint-Jacques-le-Majeur de Moulineaux                                     | Moulineaux                                                           | | 49° 20′ 30″ nord, 0° 57′ 57″ est              | « PA00100769 »                                | Classé                                        | 1840                                          | Église Saint-Jacques-le-Majeur de Moulineaux                                  |
| Église Notre-Dame de La Neuville-Chant-d'Oisel                                   | La Neuville-Chant-d'Oisel                                            | | 49° 22′ 21″ nord, 1° 13′ 56″ est              | « PA00100772 »                                | Inscrit                                       | 1926                                          | Église Notre-Dame de La Neuville-Chant-d'Oisel                                |
| Église Notre-Dame de Notre-Dame-de-Bliquetuit                                    | Notre-Dame-de-Bliquetuit                                             | | 49° 29′ 34″ nord, 0° 45′ 51″ est              | « PA00100777 »                                | Classé                                        | 1923                                          | Église Notre-Dame de Notre-Dame-de-Bliquetuit                                 |
| Musée industriel de la corderie Vallois                                          | Notre-Dame-de-Bondeville                                             | 185 route de Dieppe                                                                                              | 49° 29′ 41″ nord, 1° 02′ 55″ est              | « PA00100778 »                                | Inscrit                                       | 1975                                          | Musée industriel de la corderie Vallois                                       |
| Constructions gallo-romaines de la Mare-du-Puits                                 | Oissel                                                               | | 49° 21′ 28″ nord, 1° 03′ 13″ est              | « PA00100781 »                                | Classé                                        | 1922                                          | Image manquante Téléverser                                                    |
| Maison métallique Duclos                                                         | Oissel                                                               | 1830, avenue du Général-de-Gaulle                                                                                | 49° 21′ 05″ nord, 1° 05′ 49″ est              | « PA76000095 »                                | Inscrit                                       | 2012                                          | Image manquante Téléverser                                                    |
| Manoir de la Chapelle Puits                                                      | Oissel                                                               | Boulevard Dambourney                                                                                             | 49° 21′ 50″ nord, 1° 06′ 39″ est              | « PA00100782 »                                | Classé                                        | 1946                                          | Manoir de la ChapellePuits                                                    |
| Église Saint-Georges d'Orival                                                    | Orival                                                               | | 49° 18′ 21″ nord, 0° 59′ 33″ est              | « PA00100783 »                                | Inscrit                                       | 1927                                          | Église Saint-Georges d'Orival                                                 |
| Temple gallo-romain de la Mare-aux-Anglais                                       | Orival                                                               | | 49° 19′ 14″ nord, 0° 59′ 59″ est              | « PA00100784 »                                | Classé                                        | 1922                                          | Image manquante Téléverser                                                    |
| Château d'Ouville                                                                | Ouville-l'Abbaye                                                     | | 49° 41′ 39″ nord, 0° 51′ 24″ est              | « PA00101109 »                                | Inscrit                                       | 1991                                          | Château d'Ouville                                                             |
| Maison                                                                           | Ouville-l'Abbaye                                                     | Le Village | 49° 42′ 03″ nord, 0° 51′ 32″ est              | « PA00132771 »                                | Inscrit                                       | 1994                                          | Image manquante Téléverser                                                    |
| Abbaye de Pavilly                                                                | Pavilly                                                              | | 49° 34′ 00″ nord, 0° 57′ 00″ est              | « PA00100790 »                                | Inscrit                                       | 1934                                          | Image manquante Téléverser                                                    |
| Château d'Esneval                                                                | Pavilly                                                              | | 49° 34′ 18″ nord, 0° 57′ 13″ est              | « PA00100791 »                                | Classé                                        | 1970                                          | Château d'Esneval                                                             |
| Musée Pierre-Corneille                                                           | Petit-Couronne                                                       | | 49° 23′ 23″ nord, 1° 01′ 17″ est              | « PA00100792 »                                | Classé                                        | 1939                                          | Musée Pierre-Corneille                                                        |
| Chartreuse Saint-Julien-lès-Rouen                                                | Le Petit-Quevilly                                                    | Rues Victor-Hugo, Ursin-Scheid & Eugène-Davey Place des Chartreux Rue du Général-Foy Boulevard Charles-de-Gaulle | 49° 25′ 21″ nord, 1° 03′ 47″ est              | « PA00100793 »                                | Inscrit                                       | 1981 1991                                     | Chartreuse Saint-Julien-lès-Rouen                                             |
| Léproserie Saint-Julien-le-Chartreux                                             | Le Petit-Quevilly                                                    | rue de l'Esplanade Saint-Julien                                                                                  | 49° 25′ 15″ nord, 1° 03′ 29″ est              | « PA00100794 »                                | Classé                                        | 1862                                          | Léproserie Saint-Julien-le-Chartreux                                          |
| Église Saint-Antoine-de-Padoue du Petit-Quevilly                                 | Le Petit-Quevilly                                                    | 125 rue Jacquard                                                                                                 | 49° 25′ 49″ nord, 1° 03′ 54″ est              | « PA76000051 »                                | Inscrit                                       | 2001                                          | Église Saint-Antoine-de-Padoue du Petit-Quevilly                              |
| Filature La Foudre                                                               | Le Petit-Quevilly                                                    | 76 avenue Jean-Jaurès                                                                                            | 49° 25′ 43″ nord, 1° 03′ 56″ est              | « PA76000063 »                                | Inscrit                                       | 2003                                          | Filature La Foudre                                                            |
| Château de Belaitre (chapelle)                                                   | Quevillon                                                            | | 49° 25′ 33″ nord, 0° 57′ 15″ est              | « PA00132698 »                                | Inscrit                                       | 1994                                          | Image manquante Téléverser                                                    |
| Château de la Rivière-Bourdet                                                    | Quevillon                                                            | | 49° 24′ 48″ nord, 0° 56′ 42″ est              | « PA00100795 »                                | Inscrit                                       | 1934                                          | Château de la Rivière-Bourdet                                                 |
| Église Saint-Denis de Rebets                                                     | Rebets                                                               | | 49° 30′ 40″ nord, 1° 23′ 28″ est              | « PA00100797 »                                | Classé                                        | 1976                                          | Église Saint-Denis de Rebets                                                  |
|                                                                                  | Rouen                                                                | Voir liste des monuments historiques de Rouen                                                                    | Voir liste des monuments historiques de Rouen | Voir liste des monuments historiques de Rouen | Voir liste des monuments historiques de Rouen | Voir liste des monuments historiques de Rouen | Voir liste des monuments historiques de Rouen                                 |
| Château de Roumare                                                               | Roumare                                                              | | 49° 30′ 57″ nord, 0° 57′ 55″ est              | « PA76000032 »                                | Inscrit                                       | 1997                                          | Image manquante Téléverser                                                    |
| Église Notre-Dame de Roumare                                                     | Roumare                                                              | | 49° 30′ 38″ nord, 0° 58′ 35″ est              | « PA00101013 »                                | Classé                                        | 1921                                          | Église Notre-Dame de Roumare                                                  |
| Église Saint-Sulpice de Ry                                                       | Ry                                                                   | | 49° 28′ 16″ nord, 1° 20′ 27″ est              | « PA00101014 »                                | Classé                                        | 1910                                          | Église Saint-Sulpice de Ry                                                    |
| Château de Soquence                                                              | Sahurs                                                               | R.D. 51 | 49° 21′ 24″ nord, 0° 58′ 10″ est              | « PA00101015 »                                | Inscrit                                       | 1988 1998                                     | Image manquante Téléverser                                                    |
| Château de Trémauville                                                           | Sahurs                                                               | 4 avenue de Trémauville                                                                                          | 49° 21′ 14″ nord, 0° 57′ 26″ est              | « PA76000100 »                                | Inscrit                                       | 2015                                          | Image manquante Téléverser                                                    |
| Église Saint-Sauveur de Sahurs                                                   | Sahurs                                                               | | 49° 21′ 16″ nord, 0° 57′ 42″ est              | « PA00101016 »                                | Classé                                        | 1928                                          | Église Saint-Sauveur de Sahurs                                                |
| Manoir de Marbeuf Chapelle et porche                                             | Sahurs                                                               | 3 rue de Marbeuf                                                                                                 | 49° 21′ 24″ nord, 0° 56′ 41″ est              | « PA00101017 »                                | Classé                                        | 1945                                          | Manoir de MarbeufChapelle et porche                                           |
| Église Saint-Aubin de Saint-Aubin-de-Crétot                                      | Saint-Aubin-de-Crétot                                                | | 49° 34′ 05″ nord, 0° 38′ 15″ est              | « PA00101021 »                                | Inscrit                                       | 1926                                          | Église Saint-Aubin de Saint-Aubin-de-Crétot                                   |
| Chapelle funéraire Saint-Laurian                                                 | Saint-Denis-le-Thiboult                                              | | 49° 27′ 23″ nord, 1° 21′ 41″ est              | « PA00101097 »                                | Classé                                        | 1992                                          | Chapelle funéraire Saint-Laurian                                              |
| Croix de cimetière de Sainte-Austreberthe                                        | Sainte-Austreberthe                                                  | | 49° 35′ 53″ nord, 0° 58′ 23″ est              | « PA00101025 »                                | Classé                                        | 1910                                          | Croix de cimetière de Sainte-Austreberthe                                     |
| Fortifications du Grand-Besle                                                    | Sainte-Croix-sur-Buchy                                               | | 49° 34′ 38″ nord, 1° 20′ 46″ est              | « PA76000072 »                                | Inscrit                                       | 2005                                          | Image manquante Téléverser                                                    |
| Ancien presbytère de Sainte-Croix-sur-Buchy                                      | Sainte-Croix-sur-Buchy                                               | | 49° 33′ 51″ nord, 1° 21′ 02″ est              | « PA76000099 »                                | Inscrit                                       | 2014                                          | Image manquante Téléverser                                                    |
| Chapelle du Fay                                                                  | Sainte-Marie-des-Champs                                              | | 49° 37′ 36″ nord, 0° 45′ 39″ est              | « PA00101032 »                                | Classé                                        | 1928                                          | Chapelle du Fay                                                               |
| Croix de cimetière de Saint-Germain-des-Essourts                                 | Saint-Germain-des-Essourts                                           | | 49° 32′ 17″ nord, 1° 19′ 16″ est              | « PA00101029 »                                | Classé                                        | 1913                                          | Croix de cimetière de Saint-Germain-des-Essourts                              |
| Château de la Picotière (glacière)                                               | Saint-Gilles-de-Crétot                                               | | 49° 33′ 15″ nord, 0° 39′ 27″ est              | « PA76000079 »                                | Inscrit                                       | 2007                                          | Image manquante Téléverser                                                    |
| Abbaye Saint-Georges de Boscherville                                             | Saint-Martin-de-Boscherville                                         | | 49° 26′ 39″ nord, 0° 57′ 52″ est              | « PA00101033 »                                | Classé Inscrit Classé                         | 1840 1862 1875 1987 1989                      | Abbaye Saint-Georges de Boscherville                                          |
| Manoir de l'Aumônerie, dit Ferme des Templiers (Saint-Martin-de-Boscherville)    | Saint-Martin-de-Boscherville                                         | Hameau du Genetey 54 Chemin de Saint-Gorgon                                                                      | 49° 26′ 03″ nord, 0° 58′ 02″ est              | « PA00101034 »                                | Inscrit                                       | 1974 1999                                     | Manoir de l'Aumônerie, dit Ferme des Templiers (Saint-Martin-de-Boscherville) |
| Maison à pans de bois                                                            | Saint-Martin-de-Boscherville                                         | Le Brécy | 49° 26′ 07″ nord, 0° 57′ 32″ est              | « PA00101035 »                                | Inscrit                                       | 1968                                          | Image manquante Téléverser                                                    |
| Château de Launay                                                                | Saint-Paër                                                           | | 49° 30′ 29″ nord, 0° 52′ 03″ est              | « PA00101041 »                                | Inscrit                                       | 1932 1948                                     | Château de Launay                                                             |
| Château du Parc (puits)                                                          | Saint-Pierre-lès-Elbeuf                                              | | 49° 15′ 55″ nord, 1° 03′ 06″ est              | « PA00101044 »                                | Inscrit                                       | 1930                                          | Image manquante Téléverser                                                    |
| Église Saint-Pierre de Saint-Pierre-de-Manneville                                | Saint-Pierre-de-Manneville                                           | | 49° 23′ 33″ nord, 0° 55′ 52″ est              | « PA00101042 »                                | Classé                                        | 1914                                          | Église Saint-Pierre de Saint-Pierre-de-Manneville                             |
| Manoir de Villers                                                                | Saint-Pierre-de-Manneville                                           | Route de Sahurs                                                                                                  | 49° 23′ 22″ nord, 0° 55′ 47″ est              | « PA76000034 »                                | Inscrit                                       | 1997                                          | Manoir de Villers                                                             |
| Camp du Catelier                                                                 | Saint-Pierre-de-Varengeville                                         | Gargantua | 49° 29′ 29″ nord, 0° 54′ 24″ est              | « PA00101043 »                                | Inscrit                                       | 1984                                          | Image manquante Téléverser                                                    |
| Abbaye de Saint-Wandrille de Fontenelle                                          | Saint-Wandrille-Rançon                                               | | 49° 31′ 47″ nord, 0° 46′ 00″ est              | « PA00101054 »                                | Classé                                        | 1862 1914 1995                                | Abbaye de Saint-Wandrille de Fontenelle                                       |
| Église Notre-Dame de Rançon                                                      | Saint-Wandrille-Rançon                                               | | 49° 31′ 41″ nord, 0° 46′ 02″ est              | « PA00101055 »                                | Inscrit                                       | 1926                                          | Église Notre-Dame de Rançon                                                   |
| Église Saint-Vincent-de-Paul de Sotteville-lès-Rouen                             | Sotteville-lès-Rouen                                                 | 385 rue Victor-Hugo                                                                                              | 49° 24′ 25″ nord, 1° 05′ 57″ est              | « PA76000068 »                                | Inscrit                                       | 2004                                          | Église Saint-Vincent-de-Paul de Sotteville-lès-Rouen                          |
| Grues hydrauliques de Sotteville-lès-Rouen                                       | Sotteville-lès-Rouen                                                 | 1 rue Gaston-Contremoulins                                                                                       | 49° 25′ 13″ nord, 1° 06′ 02″ est              | « PA76000020 »                                | Inscrit                                       | 1996                                          | Grues hydrauliques de Sotteville-lès-Rouen                                    |
| Château de Val-Freneuse                                                          | Sotteville-sous-le-Val                                               | | 49° 19′ 00″ nord, 1° 05′ 33″ est              | « PA00101061 »                                | Inscrit                                       | 1977                                          | Château de Val-Freneuse                                                       |
| Croix de cimetière de Sotteville-sous-le-Val                                     | Sotteville-sous-le-Val                                               | | 49° 19′ 11″ nord, 1° 07′ 31″ est              | « PA00101062 »                                | Classé                                        | 1913                                          | Image manquante Téléverser                                                    |
| Maison métallique Fillod                                                         | Le Trait                                                             | 106, rue du Commandant-Guilbaud                                                                                  | 49° 29′ 15″ nord, 0° 48′ 25″ est              | « PA76000096 »                                | Inscrit                                       | 2012                                          | Image manquante Téléverser                                                    |
| Commanderie de Sainte-Vaubourg                                                   | Val-de-la-Haye                                                       | | 49° 22′ 18″ nord, 0° 59′ 35″ est              | « PA00101073 »                                | Inscrit                                       | 1972                                          | Image manquante Téléverser                                                    |
| Église Notre-Dame de Valliquerville                                              | Valliquerville                                                       | | 49° 36′ 46″ nord, 0° 41′ 16″ est              | « PA00101074 »                                | Classé                                        | 1840                                          | Église Notre-Dame de Valliquerville                                           |
| Château du Quesney                                                               | Vatteville-la-Rue                                                    | | 49° 28′ 47″ nord, 0° 40′ 40″ est              | « PA76000022 »                                | Inscrit                                       | 1996                                          | Château du Quesney                                                            |
| Église Saint-Martin de Vatteville-la-Rue                                         | Vatteville-la-Rue                                                    | | 49° 29′ 27″ nord, 0° 41′ 05″ est              | « PA00101081 »                                | Classé                                        | 1913                                          | Église Saint-Martin de Vatteville-la-Rue                                      |
| Logis du Roy                                                                     | Vatteville-la-Rue                                                    | | 49° 29′ 16″ nord, 0° 40′ 52″ est              | « PA00101082 »                                | Inscrit                                       | 1947                                          | Logis du Roy                                                                  |
| Église Saint-Léonard de La Vaupalière                                            | La Vaupalière                                                        | | 49° 29′ 09″ nord, 0° 59′ 35″ est              | « PA00101083 »                                | Inscrit                                       | 1926                                          | Église Saint-Léonard de La Vaupalière                                         |
| Chapelles de Barre-Y-Va                                                          | Villequier                                                           | | 49° 31′ 24″ nord, 0° 42′ 27″ est              | « PA76000023 »                                | Inscrit                                       | 1996                                          | Image manquante Téléverser                                                    |
| Église Saint-Martin de Villequier                                                | Villequier                                                           | | 49° 30′ 50″ nord, 0° 40′ 24″ est              | « PA00101088 »                                | Classé                                        | 1914                                          | Église Saint-Martin de Villequier                                             |
| Manoir des Rocques                                                               | Villequier                                                           | | 49° 31′ 03″ nord, 0° 40′ 49″ est              | « PA00101089 »                                | Classé Inscrit                                | 1983                                          | Image manquante Téléverser                                                    |
| Sépultures de la famille Vacquerie-Hugo                                          | Villequier                                                           | Cimetière | 49° 30′ 49″ nord, 0° 40′ 25″ est              | « PA76000087 »                                | Inscrit                                       | 2009                                          | Image manquante Téléverser                                                    |
| Église Saint-André de Yainville                                                  | Yainville                                                            | | 49° 27′ 15″ nord, 0° 49′ 46″ est              | « PA00101092 »                                | Classé                                        | 1846                                          | Église Saint-André de Yainville                                               |
| Fossé Saint-Philibert                                                            | Yainville                                                            | | 49° 27′ 08″ nord, 0° 49′ 17″ est              | « PA76000024 »                                | Inscrit                                       | 1996                                          | Image manquante Téléverser                                                    |
| Église Saint-Pierre d'Yvetot                                                     | Yvetot                                                               | Place de l'Église                                                                                                | 49° 36′ 59″ nord, 0° 45′ 14″ est              | « PA76000053 »                                | Inscrit                                       | 2001                                          | Église Saint-Pierre d'Yvetot                                                  |
| Manoir du Fay                                                                    | Yvetot                                                               | Rue du Grand-Fay                                                                                                 | 49° 37′ 43″ nord, 0° 45′ 05″ est              | « PA00132697 »                                | Inscrit Classé                                | 1994 1996                                     | Manoir du Fay                                                                 |
| Château d'Yville                                                                 | Yville-sur-Seine                                                     | | 49° 23′ 50″ nord, 0° 52′ 42″ est              | « PA00101093 »                                | Inscrit                                       | 1931 2002                                     | Château d'Yville                                                              |